# 이언정 (1977년)
이언정은 대한민국의 모델 및 배우이다. 한때는 이사비라는 예명을 사용했다가, 현재는 본명을 사용하고 있다. 그룹 쥬얼리의 멤버로 데뷔할 뻔 했으나, 1집 활동 직전에 탈퇴하였다.

## 프로필
신장 174cm, 체중 51kg이다.

## 출신 학교
- 단포초등학교
- 성남여자중학교
- 선화여자고등학교
- 대구가톨릭대학교 무용학과

## 출연

### 드라마
- 2003년 《천년지애》 (SBS)
- 2005년 《안녕, 프란체스카》 (MBC)
- 2005년 《마이걸》 (SBS) - 윤진경 역
- 2006년 《어느 멋진 날》 (MBC) - 최선경 역
- 2007년 《도시괴담 데자뷰 시즌 1》 (수퍼 액션) - 4회 신소라 역
- 2009년 《천추태후》 (KBS) - 혈매 역
- 2009년 《아이리스》 (KBS) - 백경화 역
- 2013년 《일말의 순정》 (KBS)(카메오 출연 70화)
- 2019년 {동네변호사 조들호 2-카메오출연

### 영화
- 2002년 《2009 로스트 메모리즈》 - 이토회관 미녀 여자 역
- 2004년 《얼굴 없는 미녀》
- 2005년 《잠복근무》 - 메딕 역
- 2007년 《맞짱》 - 양지희 역
- 2010년 《아이리스: 더 무비》 - 태영 역
- 2014년 《하이힐》 - 주연 역
- 2014년 《귀접》 - 연수 역
- 2014년 《더 라이프》
- 2015년 《화끈한 써비스: 어느 잔인한 미용사의》 - 김난자 역

### 연극
- 《도둑놈 다이어리》